# 高山喜六
高山 喜六（たかやま きろく、1894年（明治27年）5月3日 - 1938年（昭和13年）4月13日は、日本の杖術家。号は武勝。玄洋社の一員でもあった。

## 経歴
福岡県宗像郡勝浦村（現在の福津市）出身 。白石範次郎（重明）より神道夢想流杖術を学んだ。
1928年（昭和3年）大日本武徳会杖術錬士之部　（精）錬士 
1929年（昭和4年）福岡市大学通3丁目5の自宅に「福岡道場」を開き、兄弟弟子の清水隆次（克泰）、乙藤市蔵（勝法）らと神道夢想流杖術を指導した。
同年5月 「第三十三回武徳祭大演武会」において制剛心照流居合術を演武、同年7月　大日本武徳会捕縄術錬士之部　（精）錬士   
1930年（昭和5年）11月 「明治神宮鎮座十周年祭奉納武道形大会」において、神道夢想流杖術五月雨、一達流捕縄術、中和流短剣術、大和流軍用抱火筒術を演武
1933年（昭和8年）5月 「第三十七回武徳祭大演武会」において神道流剣術を演武
7月　武道総合雑誌『信義』創刊号に福岡道場師範高山喜六武勝として「一達流捕縄術及び一心流鎖鎌術」の解説を寄稿 
1935年（昭和10年）5月 大日本武徳会杖術教士之部　教士 
1936年（昭和11年）3月20日 福岡農士学校の卒業式に際し、研究科第三期生、本科第四期生に対し高山師範より武道証をそれぞれ授与される。（後目録）研究科生　寺川泰郎（目録）第四期生、岩永蕃、大木和男、森田義則、内山亮知、富永淸敏、渡邊泰助（奥入）第五期生、中丸義晴、大塚泰郎、松下義晴、阿部徳造、二宮淸一郎、内田實、石津道夫、井上修、杉寛三、山路市郎、境昌彦、有友忠。
1938年（昭和13年）4月13日過労から臥床静養中、心臓麻痺で行年45歳で急逝した。4月15日に火葬場にて火葬。19日に葬儀執行、福岡市蓮池善導寺には参列者400人を超える盛葬であった。